# 森部豊
森部 豊（もりべ ゆたか、1967年8月 - ）は日本の東洋史学者。愛知県岡崎市出身。関西大学文学部教授。

## 学歴
- 1986年 - 愛知県立岡崎高等学校卒業[1]。
- 1989年 - 中国・南開大学（中文系）留学。
- 1991年 - 愛知大学文学部史学科東洋史学専攻卒業。
- 1994年 - 中国・北京大学（歴史系）留学。栄新江教授に師事。
- 2000年 - 筑波大学大学院歴史・人類研究科博士課程単位取得退学。
- 2004年 -「唐五代時期の華北における北方系諸族と河北藩鎮」で博士（文学）（筑波大学）

## 経歴
- 2001年 - 筑波大学歴史・人類学系技官。
- 2005年 - 関西大学助教授
- 2007年 - 准教授
- 2011年 - 教授
- 2022年 ‐ 「唐朝の羈縻政策に関する一考察―唐前半期の営州都督府隷下羈縻州を事例として―」（『東洋史研究』80-2、2022）により第32回蘆北賞（論文部門）を受賞[2]

## 専攻
- 東ユーラシア史、東西文化交流史（7~10世紀の中国華北地域の歴史とトルコ系・イラン系などの民族の活動を通じて研究している）。
- フィールドワークをもとに黄土高原の環境史にも取り組んでいる。

## 著書
- 『ソグド人の東方活動と東ユーラシア世界の歴史的展開』関西大学出版部、2010
- 『安禄山』山川出版社・世界史リブレット、2013
- 『唐－東ユーラシアの大帝国』中公新書、2023

## 共編著
- 『アジアが結ぶ東西世界』橋寺知子,蜷川順子,新谷英治共編　2011年　関西大学出版部
- 『アジアにおける文化システムの展開と交流』橋寺知子共編著　2012年　関西大学出版部
- 『文書・出土・石刻史料が語るユーラシアの歴史と文化 』2023年　関西大学東西学術研究所